# Richard Werth
Richard Werth (* 10. Mai 1850 in Magdeburg; † 25. Dezember 1918 in Köln) war ein deutscher Gynäkologe. Er war ordentlicher Professor und half als Geburtshelfer bei der Geburt des kaiserlichen Prinzen Heinrich. Er war Vorbild des Professor Gervasius in dem Roman Nur wer die Sehnsucht kennt von Ida Boy-Ed.

## Lebensstationen
Nach dem im September 1869 am Domgymnasium Magdeburg abgelegten Abitur studierte Werth Medizin an der Universität Greifswald. Dort wurde er Mitglied der Greifswalder Burschenschaft Rugia. Nach dem Physikum wechselte er im Winter 1871 an die Universität Leipzig. Am 18. April 1874 erhielt er seine Approbation als Arzt in Kiel und war danach Assistenzarzt in der Universitätsaugenklinik Kiel. Im Dezember 1874 wurde Werth mit der Dissertation Ein Beitrag zur Lehre von der Myopie der Universität Kiel zum Dr. med. promoviert. Anfang 1875 wurde er Assistenzarzt an der geburtshilflichen Klinik in Kiel und habilitierte sich dort 1877. Ab Winter 1878 war er als Privatdozent und Assistent für Gynäkologie in Kiel tätig und danach auch an den Universitätsfrauenkliniken in Berlin und Freiburg. Am 22. Februar 1885 wurde er zum außerordentlichen Professor und am 15. August 1885 zum ordentlichen Professor sowie Direktor der geburtshilflichen Klinik in Kiel ernannt. Im selben Jahr erhielt er zusätzlich den Titel Medizinalrat und um 1900 den Titel Geheimer Medizinalrat. Mit dem 31. Juli 1907 wurde Werth emeritiert und zog 1908 nach Bonn und im November 1918 nach Würzburg. Richard Werth verstarb 1918 im Alter von 68 Jahren.

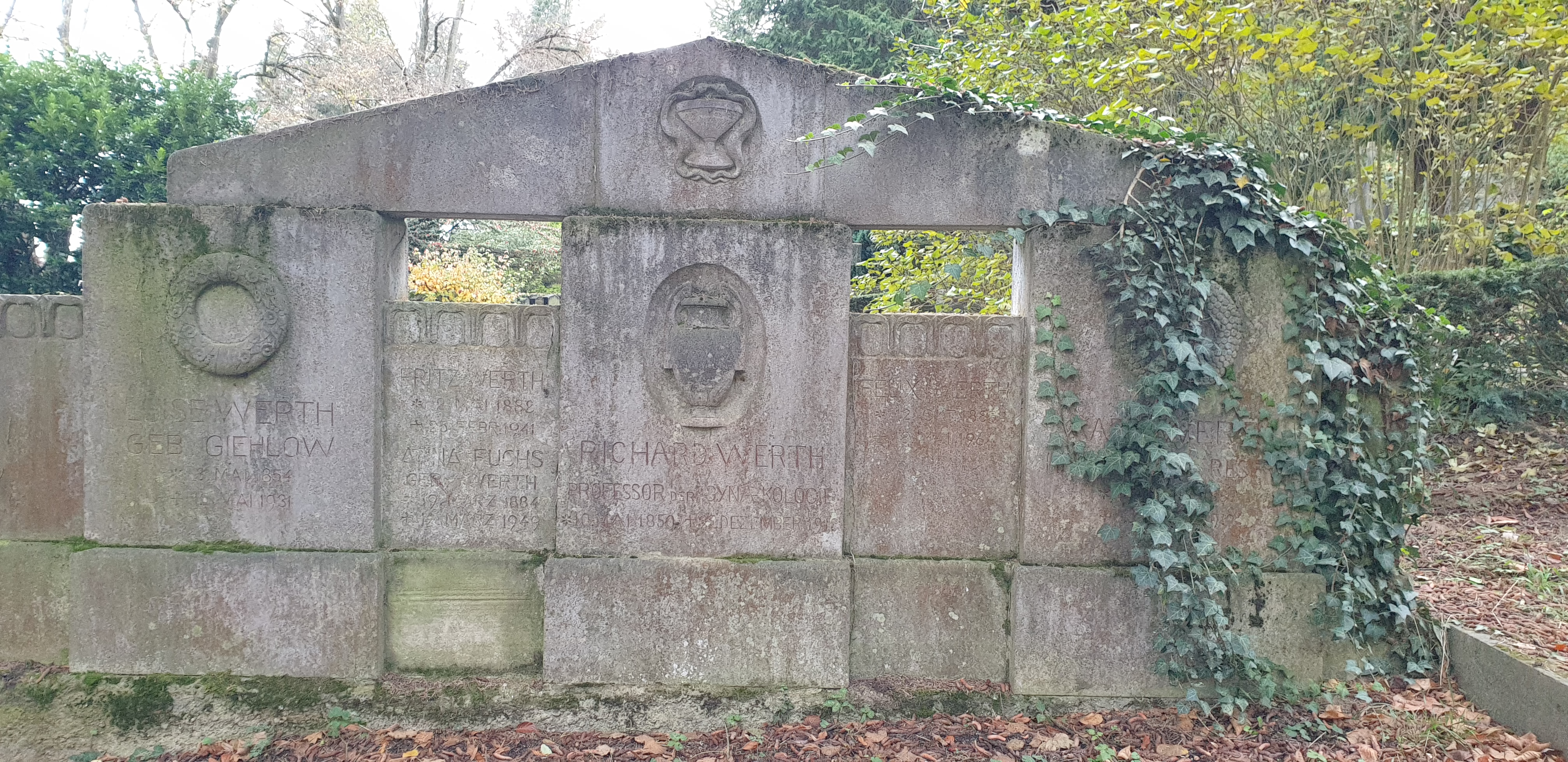
Grab Richard Werths auf dem Kessenicher Bergfriedhof in Bonn

## Familie
Werth war verheiratet und hatte drei Söhne, von denen zwei im Ersten Weltkrieg fielen, und zwei Töchter. Eine der Töchter heiratete 1905 seinen Schüler Hans Fuchs. Die zweite Tochter, Luise heiratete den Mediziner Paul Prym. 

## Leistungen
- Erfinder der Etagennaht (auch Schichtnaht) auf einem Kieler Fechtboden (März 1878)
- Mithilfe bei der Entbindung des kaiserlichen Prinzen Heinrich (1889)
- Weiterentwicklung des Gebietes der ovariellen Ausfallserscheinungen und
- mit Leopold Landau Anwendung von Eierstockpräparatgen bei Ausfallserscheinungen (1896)[1]
- Prägte den Begriff des Tubarabortes
- Errichtete einen Hörsaal, einen Gebärsaal und eine gynäkologische Abteilung in der Universitätsfrauenklinik Kiel
- Prägte 1884 den Begriff des Pseudomyxoma peritonei[2]

## Ehrungen
1888 wurde er zum Mitglied der Deutschen Akademie der Naturforscher Leopoldina gewählt.

## Veröffentlichungen
- Die Physiologie der Geburt, Leipzig, 1881.
- Beiträge zur Anatomie und zur operativen Behandlung der Extrauterinschwangerschaft, 162 S., Stuttgart: Enke, 1887.
- Über die Anzeigen z. operativen Behandlung d. Retroflexio uteri mobilis, nebst e. Beitr. z. Würdigg. d. Alexander'schen Operation, in: Festschrift z. Feier d. 50j. Jubiläums d. Gesellschaft f. Geburtsh. u. Gynäkologie in Berlin, Wien, 1894.
- Die Extrauterinschwangerschaft, Wiesbaden : Bergmann, Sonderdr. aus: Handbuch der Geburtshülfe, S. 656–1022, 1904.
- Über die Erfolge eines verschärften Wundschutzes bei der gynäkologischen Laparotomie, Leipzig : Breitkopf & Härtel, Schriftenreihe: Sammlung klinischer Vorträge, S. 295–316, 1905.
- Richard Werth: Pseudomyxoma Peritonei. Archiv für Gynäkologie, Band 24, August Hirschwald, Berlin 1884 (eingeschränkte Vorschau in der Google-Buchsuche).